# Tomura xenoskeneoides
Tomura xenoskeneoides is een slakkensoort uit de familie van de Cornirostridae. De wetenschappelijke naam van de soort is voor het eerst geldig gepubliceerd in 1998 door Rubio & Rolán.